# Oppenheimer (film)
Oppenheimer – amerykańsko-brytyjski dramat biograficzny z 2023 roku w reżyserii Christophera Nolana. Scenariusz oparty został na nagrodzonej Pulitzerem książce Oppenheimer. Triumf i tragedia ojca bomby atomowej Kaia Birda i Martina J. Sherwina. Światowa premiera filmu odbyła się 11 lipca 2023 roku w kinie Le Grand Rex w Paryżu. W 2024 roku zdobył 7 statuetek Oscara, w tym za najlepszy film.

## Obsada
- Cillian Murphy jako Robert Oppenheimer
- Emily Blunt jako Katherine Oppenheimer
- Matt Damon jako Leslie Groves
- Robert Downey Jr. jako Lewis Strauss
- Florence Pugh jako Jean Tatlock
- Josh Hartnett jako Ernest Lawrence
- Casey Affleck jako Boris Pash
- Rami Malek jako David Hill
- Kenneth Branagh jako Niels Bohr
- Benny Safdie jako Edward Teller
- Jason Clarke jako Roger Robb
- Dylan Arnold(inne języki) jako Frank Oppenheimer
- Tom Conti jako Albert Einstein
- James D’Arcy jako Patrick Blackett
- David Dastmalchian jako William L. Borden
- Trond Fausa Aurvåg jako George Kistiakowsky
- Dane DeHaan jako Kenneth Nichols
- Alden Ehrenreich jako doradca Senatu
- Tony Goldwyn jako Gordon Gray
- Jefferson Hall(inne języki) jako Haakon Chevalier
- David Krumholtz jako Isidor Isaac Rabi
- Matthew Modine jako Vannevar Bush
- Gustaf Skarsgård jako Hans Bethe
- Michael Angarano jako Robert Serber
- Jack Quaid jako Richard Feynman
- Josh Peck jako Kenneth Bainbridge
- Olivia Thirlby jako Lilli Hornig
- Devon Bostick jako Seth Neddermeyer
- Alex Wolff(inne języki) jako Luis Walter Alvarez
- Scott Grimes jako adwokat
- Matthias Schweighöfer jako Werner Heisenberg
- Emma Dumont jako Jackie Oppenheimer
- Gary Oldman jako Harry S. Truman
- Harry Groener jako Gale W. McGee
- Jack Cutmore-Scott jako Lyall Johnson
- James Remar jako Henry Stimson
- James Urbaniak(inne języki) jako Kurt Gödel

Powyższe opracowano na podstawie materiału źródłowego.

## Produkcja
We wrześniu 2021 roku ogłoszono, że Christopher Nolan pracuje nad nowym filmem, którego historia skupiona będzie wokół naukowca Roberta Oppenheimera. Ujawniono również, że film będzie sfinansowany i dystrybuowany przez Universal Pictures, a nie wytwórnię Warner Bros., jak to miało miejsce w przypadku wcześniejszych filmów reżysera. Przyczyną nieporozumienia były plany wytwórni, dotyczące jednoczesnej premiery produkcji Nolana w kinach i w serwisie streamingowym HBO Max.
W listopadzie 2021 roku ogłoszono, że w obsadzie znajdą się: Cillian Murphy, Emily Blunt, Robert Downey Jr., Matt Damon, Rami Malek, Benny Safdie i Florence Pugh. W styczniu 2022 roku do obsady dołączyli Josh Hartnett i Jack Quaid.
Zdjęcia rozpoczęły się pod koniec lutego 2022 roku w Nowym Meksyku. W drugim tygodniu kwietnia produkcja przeniosła się do Institute for Advanced Study w Princeton, New Jersey. Dodatkowe zdjęcia zrealizowano w Kalifornii. Film miał premierę kinową w lipcu 2023. Film powstał w całości bez wykorzystania obrazów generowanych komputerowo (CGI).

## Odbiór

### Box office
Przy budżecie szacowanym na 100 milionów dolarów Oppenheimer  zarobił w USA i Kanadzie niecałe 330 milionów, a w pozostałych krajach równowartość około   630 mln USD; łącznie blisko 960 milionów.

### Reakcja krytyków
Film spotkał się z dobrą reakcją krytyków. W agregatorze recenzji Rotten Tomatoes 93% z 497 recenzji uznano za pozytywne, a średnia ocen wystawionych na ich podstawie wyniosła 8,6 na 10. Z kolei w agregatorze Metacritic średnia ważona ocen z 69 recenzji wyniosła 89 punktów na 100.

### Barbenheimer
Premiera filmu miała miejsce tego samego dnia, co Barbie – amerykańsko-brytyjski film komediowy w reżyserii Grety Gerwig na podst. lalki o tym samym imieniu. Kontrast między dwiema produkcjami o radykalnie różnej tematyce wywołał zainteresowanie widzów, z których wielu wyraziło chęć obejrzenia obu filmów. Zbieżność dat premier stała się źródłem memów internetowych. Zjawisko to zaczęto określać przez zbitkę Barbenheimer.

### Nagrody i nominacje
| Nagroda                   | Kategoria                              | Odbiorca                                                       | Wynik     | Źródło        |
| ------------------------- | -------------------------------------- | -------------------------------------------------------------- | --------- | ------------- |
| Nagroda Akademii Filmowej | Najlepszy film                         | Emma Thomas, Charles Roven, Christopher Nolan                  | Wygrana   | [ 23 ] [ 4 ]  |
| Nagroda Akademii Filmowej | Najlepszy reżyser                      | Christopher Nolan                                              | Wygrana   | [ 23 ] [ 4 ]  |
| Nagroda Akademii Filmowej | Najlepszy scenariusz adaptowany        | Christopher Nolan                                              | Nominacja | [ 23 ] [ 4 ]  |
| Nagroda Akademii Filmowej | Najlepszy aktor                        | Cillian Murphy                                                 | Wygrana   | [ 23 ] [ 4 ]  |
| Nagroda Akademii Filmowej | Najlepszy aktor drugoplanowy           | Robert Downey Jr.                                              | Wygrana   | [ 23 ] [ 4 ]  |
| Nagroda Akademii Filmowej | Najlepsza aktorka drugoplanowa         | Emily Blunt                                                    | Nominacja | [ 23 ] [ 4 ]  |
| Nagroda Akademii Filmowej | Najlepsze zdjęcia                      | Hoyte van Hoytema                                              | Wygrana   | [ 23 ] [ 4 ]  |
| Nagroda Akademii Filmowej | Najlepszy montaż                       | Jennifer Lame                                                  | Wygrana   | [ 23 ] [ 4 ]  |
| Nagroda Akademii Filmowej | Najlepsze kostiumy                     | Ellen Mirojnick                                                | Nominacja | [ 23 ] [ 4 ]  |
| Nagroda Akademii Filmowej | Najlepsza scenografia                  | Ruth De Jong, Claire Kaufman                                   | Nominacja | [ 23 ] [ 4 ]  |
| Nagroda Akademii Filmowej | Najlepsza charakteryzacja i fryzury    | Luisa Abel                                                     | Nominacja | [ 23 ] [ 4 ]  |
| Nagroda Akademii Filmowej | Najlepszy dźwięk                       | Willie D. Burton, Richard King, Gary A. Rizzo, Kevin O’Connell | Nominacja | [ 23 ] [ 4 ]  |
| Nagroda Akademii Filmowej | Najlepsza muzyka                       | Ludwig Göransson                                               | Wygrana   | [ 23 ] [ 4 ]  |
| Złote Globy               | Najlepszy film dramatyczny             | Oppenheimer                                                    | Wygrana   | [ 24 ] [ 25 ] |
| Złote Globy               | Najlepszy reżyser                      | Christopher Nolan                                              | Wygrana   | [ 24 ] [ 25 ] |
| Złote Globy               | Najlepszy scenariusz                   | Christopher Nolan                                              | Nominacja | [ 24 ] [ 25 ] |
| Złote Globy               | Najlepszy aktor w filmie dramatycznym  | Cillian Murphy                                                 | Wygrana   | [ 24 ] [ 25 ] |
| Złote Globy               | Najlepszy aktor drugoplanowy           | Robert Downey Jr.                                              | Wygrana   | [ 24 ] [ 25 ] |
| Złote Globy               | Najlepsza aktorka drugoplanowa         | Emily Blunt                                                    | Nominacja | [ 24 ] [ 25 ] |
| Złote Globy               | Najlepsza muzyka                       | Ludwig Göransson                                               | Wygrana   | [ 24 ] [ 25 ] |
| Złote Globy               | Najlepsze osiągnięcie filmowe i kasowe | Oppenheimer                                                    | Wygrana   | [ 24 ] [ 25 ] |